# Stafrum
Das Stafrum war ein schwedisches Volumenmaß und ein sogenanntes Holzmaß, wie das Fammar. Ersteres war für Stammholz, Letzteres mehr für Brennholz geeignet und beide gehörten zu den alten Maßen. Beim Fammar rechnete man
- 1 Fammar = 6 Klafter[1] = 73,52 Kubikfuß = 1,924 Kubikmeter.[2]

Das Stafrum entsprach dem Klafter und seine Werte waren:
- 1 Stafrum = 270 Kubikfuß = 7,06641 Kubikmeter[4]